# Leichtathletik-Weltcup 1994
Der 7. Leichtathletik-Weltcup fand vom 9. bis zum 11. September 1994 im Crystal Palace National Sports Centre von London (Vereinigtes Königreich) statt.
Es nahmen 338 Athleten aus 50 Nationen teil. Sieger wurde bei den Männern die Mannschaft von Afrika und bei den Frauen die Mannschaft von Europa.

## Punktevergabe
| Platz | Punkte |
| ----- | ------ |
| 1     | 8      |
| 2     | 7      |
| 3     | 6      |
| 4     | 5      |
| 5     | 4      |
| 6     | 3      |
| 7     | 2      |
| 8     | 1      |

## Endstand

### Männer
| Platz | Team                   | Punkte |
| ----- | ---------------------- | ------ |
| 1     | Afrika                 | 116    |
| 2     | Vereinigtes Königreich | 111    |
| 3     | Amerika                | 095    |
| 4     | Europa                 | 091    |
| 5     | Deutschland            | 085,5  |
| 6     | Vereinigte Staaten     | 078    |
| 7     | Asien                  | 075    |
| 8     | Ozeanien               | 062,5  |

### Frauen
| Platz | Team                   | Punkte |
| ----- | ---------------------- | ------ |
| 1     | Europa                 | 111    |
| 2     | Amerika                | 98     |
| 3     | Deutschland            | 79     |
| 4     | Afrika                 | 78     |
| 5     | Vereinigtes Königreich | 73     |
| 6     | Asien                  | 67     |
| 7     | Ozeanien               | 57     |
| 8     | Vereinigte Staaten     | 48     |